# Esa-Pekka Salonen

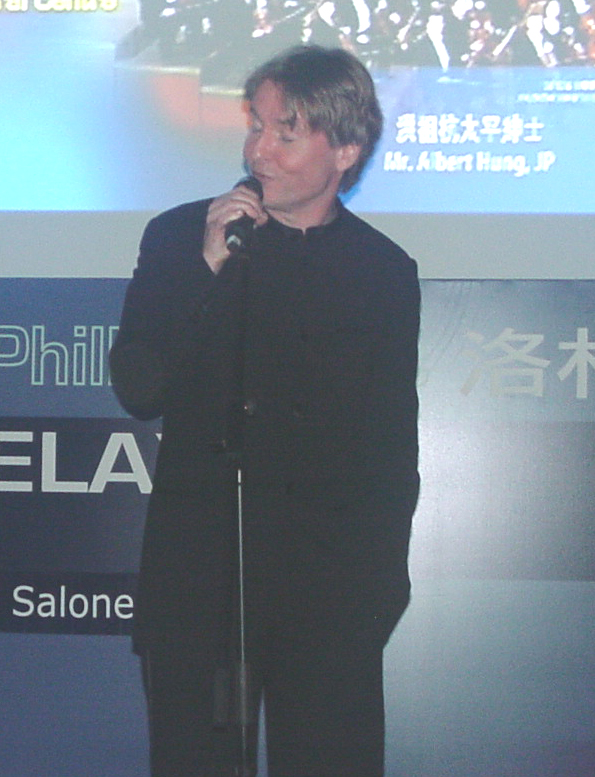
Esa-Pekka Salonen, 2008

Esa-Pekka Salonen [ˈɛsɑ ˌpɛkːɑ ˈsɑlɔnɛn]  (* 30. Juni 1958 in Helsinki) ist ein finnischer Dirigent und Komponist.

## Biografie
Esa-Pekka Salonen studierte Horn, Dirigieren und Komposition an der Sibelius-Akademie Helsinki sowie in Italien, u. a. bei Franco Donatoni und Niccolò Castiglioni. Sein Debüt als Dirigent gab er 1979 mit dem Finnischen Radio-Sinfonie-Orchester.
Den Beginn seiner internationalen Karriere markierten zwei Ereignisse: sein kurzfristiges Einspringen bei einem Konzert des Philharmonia Orchestra London 1983, das ihn schlagartig in die erste Reihe der weltweit renommierten Dirigenten beförderte, und ein Jahr später sein erster Auftritt in Amerika mit dem Los Angeles Philharmonic Orchestra, das er bis zur Übernahme des Orchesters als Music Director 1992 regelmäßig dirigierte.
Von 1985 bis 1994 war Salonen 1. Gastdirigent des Philharmonia Orchestra London. Von 1985 bis 1995 hatte er die Position des Chefdirigenten beim Schwedischen Radio-Sinfonie-Orchester inne. 1989 war Salonen künstlerischer Leiter der Helsinki Biennale, 1995 und 1996 künstlerischer Leiter des Helsinki Festivals, 1999 Music Director des Ojai Music Festival, 2000 künstlerischer Leiter von Avanti! Summer Sounds. Seit 1995 ist er künstlerischer Leiter des internationalen Sibelius Dirigentenwettbewerbes in Helsinki, der alle fünf Jahre stattfindet, und seit 2003 künstlerischer Leiter des Baltic Sea Festivals in Stockholm.
Als Music Director des Los Angeles Philharmonic (1992 bis 2009) trat Salonen in Los Angeles 1992 die Nachfolge großer Musiker an. Zu den Höhepunkten seiner Zusammenarbeit mit dem Los Angeles Philharmonic Orchestra gehören unter anderem die Residency bei den Salzburger Festspielen mit St. François d’Assise, die Residency im Théâtre du Châtelet im Rahmen des Strawinski-Festivals in Paris sowie Tourneen durch Japan und zu den wichtigsten Musikfestivals Europas. Im November und Dezember 2001 sowie Februar 2002 dirigierte er das Philharmonia Orchestra in einem gemeinsamen Projekt mit dem Komponisten Magnus Lindberg in London, Paris und Brüssel, bei dem Lindbergs Musik im Mittelpunkt stand. Salonen trug entscheidend zum Projekt der Walt Disney Concert Hall bei, dirigierte Uraufführungen zeitgenössischer Werke, gründete den Esa-Pekka Salonen Commissions Fund und machte in diesen 17 Jahren das Orchester zu einem der erfolgreichsten des Landes. Er ist Ehrendirigent des Orchesters.
Im September 2004 dirigierte er die finnische Erstaufführung von Kaija Saariahos Oper L’amour de loin an der Finnischen Nationaloper in Helsinki, im Dezember des Jahres als Koproduktion mit der Pariser Opéra Bastille dirigierte Salonen in Los Angeles eine halbszenische Aufführung von Wagners Tristan und Isolde, bei der Peter Sellars Regie führte. Die Bühnengestaltung übernahm der Videokünstler Bill Viola, der mit von ihm entwickelten Techniken ganz neue Effekte erzielte. Diese Koproduktion brachte die Künstler im April 2005 auch nach Paris; hier wurde die komplette Oper inszeniert, und Salonen dirigierte das Orchester der Oper. Zudem fand im Februar 2005 anlässlich des 20. Jubiläums von Salonens Debüt mit dem Los Angeles Philharmonic ein Festival in Los Angeles statt, dessen erklärter Schwerpunkt die Musik Salonens war. Im März 2005 hatten Salonen und sein Orchester eine Residency in der Kölner Philharmonie, während der sie neben Werken von Strawinski, Berlioz, Debussy und Bruckner auch Kompositionen von Salonen selbst zur Aufführung brachten.
Neben seiner Arbeit mit dem Los Angeles Philharmonic trat Salonen mit dem Swedish Radio Symphony Orchestra, dem Orchestre de Paris, dem New York Philharmonic und dem Chicago Symphony Orchestra auf. 2006 dirigierte er die Uraufführung von Saariahos Oper Adriana Mater an der Pariser Oper.
Seit der Saison 2008/2009 ist Esa-Pekka Salonen Principal Conductor and Artistic Advisor des Philharmonia Orchestra in London. In seinem zehnten Jahr dirigierte er Mahlers 3. und 9. Sinfonie, eine Gala zum 100-jährigem Jubiläum der finnischen Unabhängigkeit, die Europapremiere von Unsuk Chins Le Chant des Enfants des Etoiles sowie Schönbergs Gurrelieder.
Esa-Pekka Salonen war von 2010 bis 2013 Residenzkünstler am Konzerthaus Dortmund und gestaltete das Zeitinsel-Festival im September 2010. 2015 bis 2018 war er Composer in Residence bei den New Yorker Philharmonikern.
Im Dezember 2018 kündigte Salonen an, seine Amtszeit als Chef des Philharmonia Orchestra in London 2021 zu beenden. Gleichzeitig wurde bekannt, dass er vom San Francisco Symphony Orchestra ab 2020 als Chefdirigent verpflichtet wurde. Im März 2024 wurde bekannt, dass er seinen Mitte 2025 auslaufenden Vertrag nicht verlängern wird.

## Auszeichnungen
- 1993 Siena Prize der Accademia Chigiana (als erster Dirigent)
- 1995 Royal Philharmonic Society Music Award für Oper und Musiktheater
- 1997 Royal Philharmonic Society Music Award für Dirigenten
- 1998 Officier des Arts et Lettres
- 2003 Ehrendoktorwürde der Sibelius-Akademie
- 2006 Wahl zum Musiker des Jahres durch die Zeitschrift Musical America
- 2010 Premio Abbiati
- 2010 Mitglied der American Academy of Arts and Sciences
- 2013 ECHO Klassik als Dirigent des Jahres[5]
- 2020: Knight Commander des Order of the British Empire
- 2024: Polar Music Prize

## Diskografie
Im März 2003 unterzeichnete Salonen einen Exklusiv-Vertrag mit der Deutschen Grammophon. Die erste CD, eine Aufnahme mit Salonens eigenen Werken und dem Finnish Radio Symphony Orchestra, erschien im März 2005, eine DVD mit Saariahos L’amour de loin im September 2005. Salonens erste gemeinsame Aufnahme mit dem Los Angeles Philharmonic für Deutsche Grammophon erschien im Oktober 2006 (Strawinskys Le Sacre du printemps – die erste CD, die in der Walt Disney Concert Hall aufgenommen wurde).
Salonens umfangreiche Diskographie spiegelt, genauso wie die innovative Gestaltung seiner Programme, seine intensive Auseinandersetzung mit der Musik des 20. Jahrhunderts wider. Von 1985 bis 2003 arbeitete er mit Sony Classical zusammen. Viele seiner Einspielungen wurden mit internationalen Preisen ausgezeichnet, darunter die folgenden Aufnahmen mit dem Los Angeles Philharmonic Orchestra: Symphonie Nr. 3 von Lutoslawski (Grammy, Koussevitzky Award, Prix Cecilia und Gramophone Award for Best Contemporary Record), die drei Klavierkonzerte von Bartók mit Yefim Bronfman (Grammy) und eine Aufnahme mit Filmmusik von Bernard Herrmann (Deutscher Schallplattenpreis). Weitere Einspielungen mit dem Los Angeles Philharmonic Orchestra umfassen u. a. Gustav Mahlers 3. Sinfonie, Bruckners 4. Sinfonie, Werke des mexikanischen Komponisten Silvestre Revueltas, eine CD mit Kompositionen von Bach in Transkriptionen von Stokowski, Elgar, Webern, Schoenberg und Mahler sowie Aufnahmen mit Werken der finnischen Komponistin Kaija Saariaho und eine CD mit Salonens Kompositionen wie LA Variations und Mania. Eine Einspielung aus dem Jahr 2002 bringt erstmals Aufnahmen von vier Werken von Magnus Lindberg mit dem Philharmonia Orchestra zu Gehör. Weitere Werke Lindbergs nahm Salonen für Finlandia Records mit dem Finnish Radio Symphony Orchestra und dem Avanti! Chamber Orchestra auf. Beim gleichen Label erschien zudem eine CD mit Werken von Hindemith, Zimmermann, Lindberg und dem finnischen Komponisten Aarre Merikanto, für die Salonen die London Sinfonietta dirigierte. Eine der Veröffentlichung Esa-Pekka Salonens bei Nonesuch aus dem Jahr 2002, die er mit dem Los Angeles Philharmonic Orchestra einspielte, widmet sich John Adams’ Naive and Sentimental Music. Im September 2012 erschien bei der Deutschen Grammophon die CD Out of Nowhere, auf der neben Salonens Violinkonzert aus dem Jahr 2009, das der Komponist für die Geigerin Leila Josefowicz schrieb, auch das Orchesterwerk Nyx von 2010 zu hören ist.